# Гармоніка (наука)
Гармоніка (дав.-гр. ἁρμονική; йдеться про ἐπιστήμη або πραγματεία лат. harmonica) в античності, в середньовіччі, в епоху Відродження, рідше в Новий час — наука і вчення про звуковисотну структуру музики, тобто про гармонію. Антична гармоніка — прообраз сучасної наукової та навчальної дисципліни гармонії (галузі музикознавства).

## Характеристика
Обов'язкові відділи (частини) гармоніки встановив у IV ст. до н. е. Аристоксен: про звуки (що розуміються музично-логічно, тобто як матеріал для «гармонійного»), про інтервали, про роди, про звукоряди («системах»), про тони (тобто про лади), про метаболи, про мелопею. Таким чином, гармоніка охоплювала всі необхідні аспекти звуковисотності, від акустико-математичних до музично-логічних категорій. Збереглися навчальні гармоніки Клеоніда, Нікомаха, Гауденція, Аліпія, анонімів Беллермана; дослідження гармонії (зокрема в пізніших переказах) залишили Адраст Афродісійський, Птолемей та ін.
Розгляд ритму в музиці, вірші й танці не входив до проблематики гармоніки. Цій галузі знання присвячувалась інша музична наука — «ритміка» (збереглися фрагменти трактату Аристоксена «Елементи ритміки»; їй присвячена частина дев'ятої книги трактату Марціана Капели «Про одруження Філології та Меркурія» тощо).
У латинській літературі гармоніку також називали «музикою» (musica), маючи на увазі не музичне мистецтво (в тому сенсі, як його розуміють у Новий час), а науку про звуковисотну будову музики. У цьому сенсі, наприклад, назва трактату «Основи музики» (Institutio musica) Боеція слід розуміти як основи гармоніки, тобто вчення про гармонію (в античному розумінні цього слова). У такому ж сенсі слід розуміти й численні середньовічні трактати-«музики» (наприклад, «Musica enchiriadis» Псевдо-Гукбальда, «Музика» Германа Розслабленого тощо), в яких досліджується етос музичного мистецтва і далеко не практичні навички музикування (музичного виконавства), а викладено вчення про музичну гармонію. Як і в грецькій античності, в середньовічних гармоніках (наприклад, у трактаті «De harmonica institutione» Регіно Прюмського) трактується звуковисотна структура монодії (григоріанський хорал), а не багатоголосся.
В епоху Відродження «гармоніками» називали свої вчення автори, що демонстрували прихильність античним ідеалам. Наприклад, Царліно називає свій трактат (написаний вже італійською мовою) «Основи гармоніки» (Le istitutioni harmoniche). Слово «гармоніка» у Царліно і в інших ренесансних трактатах (при всій повазі до античності) відносять не тільки до монодії, але й до багатоголосся. Таким чином, «гармоніка» поступово наближається до сучасного основного розуміння гармонії як звуковисотної структури багатоголосої музики.
У Росії розуміння гармоніки як «науки гармонії» простежується аж до XIX століття, його зафіксовано в першій російській універсальній енциклопедії Плюшара.

## Старовинна гармоніка і сучаснагармонія
Об'єкт вивчення старовинної гармоніки — звук певної висоти, для якого в низці трактатів використовувався спеціальний термін дав.-гр. φθόγγος (в латинській транслітерації — лат. phthongos), і зв'язки різновисотних звуків такого роду. Звуки (звучання) невизначеної висоти (як, наприклад, виття вовка, мукання корови тощо, а також мова людини), які узагальнено іменувалися екмелічними, не можна точно виміряти, і тому вони не є об'єктом вивчення в гармоніці. Сучасна гармонія переважно займається звуками певної висоти, але також вивчає і злиті звучання (як, наприклад, в сонорній музиці).
Старовинна гармоніка вивчає тільки еммелічні звуки, тобто звуки, придатні для мелодії. Сучасна гармонія включає у сферу свого розгляду будь-які звуки, наприклад, «брудні ноти» (dirty tones) в джазі, відголоси й інші екмелічні явища в музичному фольклорі.
Старовинна (особливо антична) гармоніка вивчає звуковисотність одноголосої музики (склад античної музики являє собою переважно монодію). Шкільна гармонія, що орієнтується на класичну мажорно-мінорну тональність, вивчає переважно багатоголосу музику гомофонного складу. Гармоніка вивчає інтервали та всілякі монодійні лади, шкільна гармонія вивчає (терцові) акорди і їх закономірні зв'язки на основі лише двох багатоголосих ладів — мажору і мінору.
Предмет вивчення сучасної гармонії (наприклад, у вченні про гармонію Ю. Н. Холопова) — будь-яка звуковисотна структура будь-якого складу, музика як одноголоса, так і багатоголоса.